# جون أندير غاريدو
جون أندير غاريدو (بالإسبانية: Jon Ander Garrido) (9 أكتوبر 1989 ببلباو في إسبانيا - ) هو لاعب كرة قدم إسباني في مركز الوسط. لعب مع نادي قادش.

## وصلات خارجية
- جون أندير غاريدو على موقع قاعدة بيانات كرة القدم.إي يو (الإنجليزية)
- جون أندير غاريدو على موقع Soccerway.com (الإنجليزية)
- جون أندير غاريدو على موقع عالم كرة القدم.نت (الإنجليزية)
- جون أندير غاريدو على موقع AS.com (الإسبانية)